# Исбелл, Джейсон
Джейсон Исбелл (англ. Michael Jason Isbell) — американский музыкант, певец, гитарист, автор-исполнитель в жанрах кантри, американа, кантри-рок. 
Лауреат нескольких наград, включая четыре премии Грэмми: Best American Roots Song (за песни «24 Frames» и «If We Were Vampires») и Best Americana Album (за диски Something More Than Free и The Nashville Sound).

## Биография
Родился 1 февраля 1979 года в городе Green Hill, штат Алабама (США) в двух милях от границы штата Теннесси в семье дизайнера интерьеров матери Ангелы Хилл Барнетт и дом художника Майка Исбелла. 
Матери Исбелла было всего 17 лет (и его отцу 19 лет), когда он родился, и на сей счёт у него есть соответствующая песня, «Children of Children» («Дети детей»). Но родители Исбелла в итоге развелись, и у него есть два более молодых брат Чантри Барнетт и сестра Эмили Исбелл.

## Дискография
Дискография Джейсона Исбелла включает, в том числе, следующие релизы:
Студийные альбомы
- 2007 — Sirens of the Ditch
- 2009 — Jason Isbell and The 400 Unit
- 2011 — Here We Rest[10]
- 2013 — Southeastern
- 2015 — Something More Than Free
- 2017 — The Nashville Sound
- 2020 — Reunions
- 2021 — Georgia Blue
- 2023 — Weathervanes
- 2025 — Foxes in the Snow

Концертные альбомы
- 2008 — Live at Twist & Shout 11.16.07
- 2012 — Live from Alabama
- 2017 — Live from Welcome to 1979
- 2018 — Live from the Ryman
- 2024 — Live From The Ryman Vol. 2

## Награды и номинации

### Americana Music Honors & Awards
| Год  | Категория             | Номинированная работа         | Результат |
| ---- | --------------------- | ----------------------------- | --------- |
| 2009 | Album of the Year     | Jason Isbell and The 400 Unit | Номинация |
| 2012 | Song of the Year      | «Alabama Pines»               | Победа    |
| 2012 | Album of the Year     | Here We Rest                  | Номинация |
| 2012 | Artist of the Year    | Jason Isbell                  | Номинация |
| 2014 | Song of the Year      | «Cover Me Up»                 | Победа    |
| 2014 | Album of the Year     | Southeastern                  | Победа    |
| 2014 | Artist of the Year    | Jason Isbell                  | Победа    |
| 2015 | Artist of the Year    | Jason Isbell                  | Номинация |
| 2016 | Album of the Year     | Something More Than Free      | Победа    |
| 2016 | Song of the Year      | «24 Frames»                   | Победа    |
| 2016 | Artist of the Year    | Jason Isbell                  | Номинация |
| 2017 | Artist of the Year    | Jason Isbell                  | Номинация |
| 2018 | Artist of the Year    | Jason Isbell                  | Номинация |
| 2018 | Album of the Year     | The Nashville Sound           | Победа    |
| 2018 | Duo/Group of the Year | Jason Isbell & the 400 Unit   | Победа    |
| 2018 | Song of the Year      | «If We Were Vampires»         | Победа    |
| 2021 | Artist of the Year    | Jason Isbell                  | Номинация |
| 2021 | Album of the Year     | Reunions                      | Номинация |
| 2021 | Song of the Year      | «Dreamsicle»                  | Номинация |

### Grammy Awards
Исбелл получил получил 6 наград из 7 номинаций на Grammy Awards.
| Год  | Категория                | Номинированная работа    | Результат |
| ---- | ------------------------ | ------------------------ | --------- |
| 2016 | Best American Roots Song | «24 Frames»              | Победа    |
| 2016 | Best Americana Album     | Something More Than Free | Победа    |
| 2018 | Best American Roots Song | «If We Were Vampires»    | Победа    |
| 2018 | Best Americana Album     | The Nashville Sound      | Победа    |
| 2024 | Best American Roots Song | «King of Oklahoma»       | Номинация |
| 2024 | Best American Roots Song | «Cast Iron Skillet»      | Победа    |
| 2024 | Best Americana Album     | Weathervanes             | Победа    |